# 薛仁貴

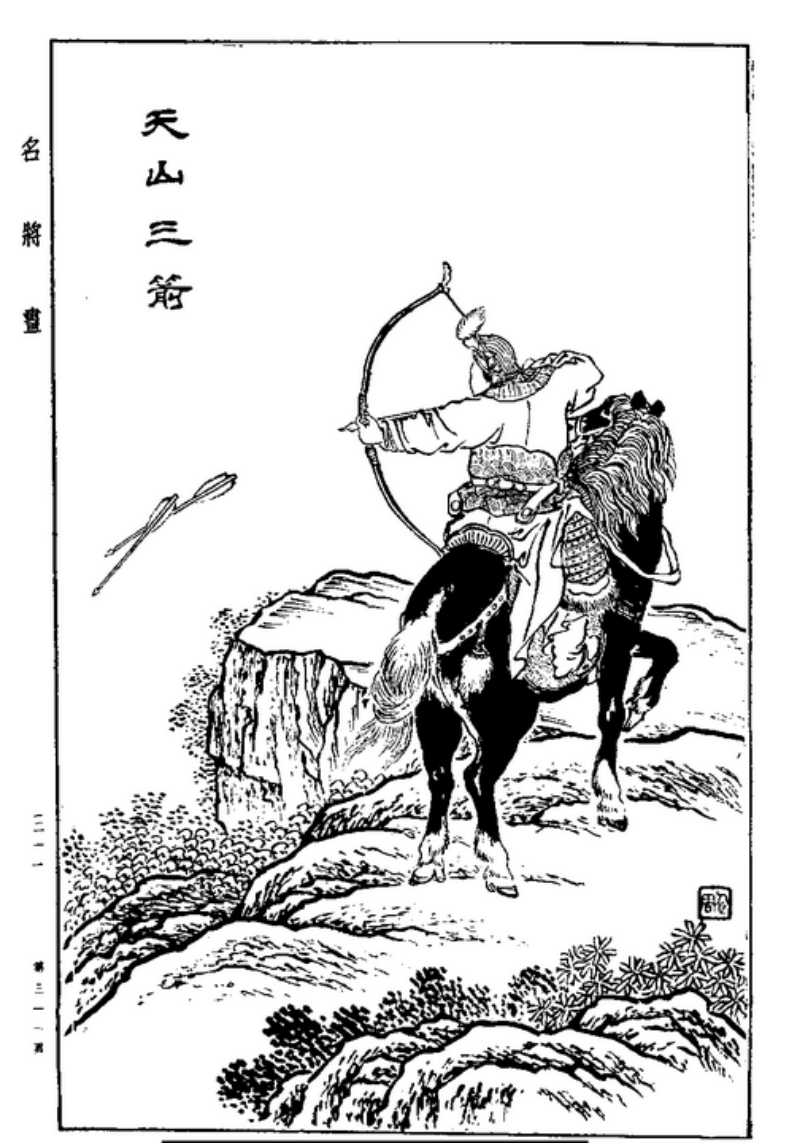
薛仁貴

薛 仁貴（せつ じんき、拼音: Xuē Rénguì、大業10年（614年） - 永淳2年2月21日（683年3月24日））は、中国の唐の軍人。名は礼。仁貴は字であり、字をもって通称される。絳州竜門県の出身。本貫は蒲州汾陰県。北魏の薛安都の末裔であり、河東薛氏の出身であった。

## 経歴
薛軌の子として生まれた。若いころは貧しく、耕作を生業として、妻に柳氏を迎えた。
貞観19年（645年）、柳氏の勧めにより張士貴の兵の徴募に応じて、高句麗遠征（唐の高句麗出兵）に参加した。郎将の劉君昂が高句麗軍の包囲におちいっているところを救援して、名が知られた。ときに唐軍が安市城を攻撃し、高句麗の高延寿らが20万の兵を率いて抗戦した。仁貴は奇功を立てようと考え、目立つ白衣を着て目印とし、戟を持ち、ふたつの弓を腰にかけて軍の先頭に立って突撃し、高句麗軍を破った。その姿が太宗の目にとまって召し出され、金帛などの褒賞を受け、游撃将軍・雲泉府果毅に任ぜられた。唐の遠征軍が長安に帰還すると、仁貴は右領軍中郎将に転じ、宮城の北門を守備した。
永徽5年（654年）、高宗が万年宮に行幸したとき、洪水が起こって夜間に大水が玄武門を襲い、宿衛たちはみな逃げ散った。仁貴は怒って「天子の危急のときに、どうして死を恐れようか？」と言って門に登って大声で叫び、宮中に警告したため、高宗は危機を逃れた。水が高宗の寝所にまで侵入していたため、高宗は仁貴を忠臣と讃えた。
顕慶2年（657年）、蘇定方が西突厥の阿史那賀魯を攻撃したとき、仁貴は大義名分のない戦いでは成功はおぼつかないとし、阿史那賀魯に捕らえられた阿史那泥孰の妻子を奪還して恩徳を示すよう進言して容れられ、成功を収めた。
顕慶3年（658年）、程名振の副将として遼東におもむき、高句麗の貴端城を陥落させた。顕慶4年（659年）、仁貴は梁建方・契苾何力らとともに高句麗の温沙多門の軍と横山で戦い、敵中に単独で突入して功績を挙げた。また石城で戦い、単騎突撃して、敵の弓手を生け捕りにした。また辛文陵とともに契丹の軍を黒山で撃破して、その王の阿卜固を捕らえて東都洛陽に送った。功績により左武衛将軍に任ぜられ、河東県男に封ぜられた。
龍朔元年（661年）、鉄勒道行軍副総管に任ぜられた。出発前に高宗の前で一本の矢を射て五甲を貫いてみせ、高宗を驚愕させた。龍朔2年（662年）、九姓突厥の軍十余万が唐軍に迫り、精鋭の騎兵数十が唐軍に挑戦してきたので、仁貴は三矢を放って、三人を射殺してみせた。九姓突厥は士気を沮喪して、唐軍に降伏した。仁貴は後の患いとなることを憂慮して、降兵をことごとく穴埋めにして殺害した。唐の軍中では、「将軍は三箭で天山を定め、壮士は長歌して漢関に入る」と歌われた。
乾封元年（666年）、高句麗の泉男生が唐に帰順したので、高宗は龐同善らを派遣して慰撫させたが、弟の泉男建が国人を率いて帰順を拒否したので、仁貴は高宗の命により援軍として派遣された。乾封2年（667年）、新城に到着して、李勣の麾下に入った。仁貴は高句麗軍の夜襲を撃退し、南蘇・木底・倉巌の三城を落として、泉男生の軍と合流した。総章元年（668年）、精鋭2000を率いて扶余城を落とし、沿海地方を経略して李勣の軍と合流した。劉仁軌とともに平壌に駐屯するよう命じられ、本衛大将軍に任ぜられ、平陽郡公に封ぜられた。安東都護を検校し、治所を新城に移した。高句麗人をいたわり、才能あるものを任用して、現地の治安を安定させた。
咸亨元年（670年）、吐蕃に滅ぼされた吐谷渾を復興させるのを名分として、唐軍による吐蕃侵攻が決定された。仁貴は邏娑道行軍大総管に任ぜられ、阿史那道真・郭待封らを率いて、大非川から烏海城へ向かった。しかし、郭待封が仁貴の指示に従わず、輜重をゆっくりと進めたため、吐蕃軍に捕捉されて糧食や武器の補給に潰滅的打撃を受けた。仁貴はやむなく大非川に撤退したところ、論欽陵率いる吐蕃軍40万が来襲し、唐軍は大敗を喫した（大非川の戦い）。仁貴は吐蕃の論欽陵と和約を結び、帰還できたが、吐谷渾の故地が吐蕃領となることは確定した。仁貴は官職を奪われて庶人に落とされた。
まもなく高句麗の残党が蜂起した（唐・新羅戦争）ため、仁貴は鶏林道総管として再起用された。事件に連座して象州に流され、のちに許されて帰還した。永隆2年（681年）、瓜州長史・右領軍衛将軍に任ぜられ、代州都督を検校した。永淳元年（682年）、突厥の阿史那骨咄禄が唐の北辺に侵入すると、仁貴は阿史徳元珍の軍を雲州で撃退した。
永淳2年（683年）2月、70歳で死去した。左驍衛大将軍・幽州都督の位を追贈された。
子に薛訥・薛楚玉があった。薛訥は、字を慎言といい、平陽郡公に封ぜられ、左羽林大将軍・朔方行軍大総管などをつとめ、その人物像は『説唐』の薛丁山の原型となった。薛楚玉は、開元年間に范陽節度使となったが、赴任せずに罷免された。
薛仁貴の故事は広く民間に流布し、元代に張国賓によって雑劇「薛仁貴衣錦還郷」が作られた。また清代の無名氏によって通俗小説『薛仁貴征東』が著された。
薛仁貴の子孫の薛夔は、中国系高句麗人の唐将軍だった南単徳の墓誌を作成している。墓誌は西安碑林博物館が所蔵している。

## 伝記資料
- 『旧唐書』巻83 列伝第33「薛仁貴伝」
- 『新唐書』巻111 列伝第36「薛仁貴伝」

## 薛仁貴が登場するテレビドラマなど
- テジョヨン - 渤海の祖・大祚榮と対立する唐側の中心人物として登場。